# Ентоні Діррелл
Ентоні Діррелл (англ. Anthony Dirrell; 14 жовтня 1984, Флінт, Мічиган) — американський професійний боксер, чемпіон світу за версією WBC (2014—2015, 2019) у другій середній вазі.
Ентоні Діррелл — молодший брат Андре Діррелла, призера Олімпійських ігор.

## Професіональна кар'єра
Ентоні Діррелл дебютував на профірингу 2005 року. 7 грудня 2013 року, маючи рекорд 26-0, вийшов на бій з чемпіоном WBC в другій середній вазі представником Австралії камерунського походження Сакіо Біка. Поєдинок тривав весь відведений час і завершився внічию. 16 серпня 2014 року відбувся другий бій Діррелл — Біка, і цього разу перемогу одностайним рішенням суддів здобув американець, завоювавши звання чемпіона.
24 квітня 2015 року в першому захисті титулу Діррелл зустрівся з представником Швеції Баду Джеком і несподівано зазнав поразки рішенням більшості суддів — 112–116, 113–115 і 114–114.
Коли 2017 року Баду Джек відмовився від титулу чемпіона WBC у другій середній вазі і перейшов до напівважкої категорії, за вакантний титул повинні були змагатися два перших номера рейтингу WBC — Ентоні Діррелл і британець Каллум Сміт. На промоутерських торгах по організації цього бою перемогла команда Дірелла, і було оголошено, що бій Діррелл — Сміт відбудеться 9 вересня 2017 року у Лос-Анджелесі. Спочатку планувалося, що це буде бій першого раунду Всесвітньої боксерської суперсерії у другій середній вазі, що повинна була стартувати. Діррелл відмовився від участі в цьому турнірі, тому бій був би тільки за вакантний титул. Але у липні команда Діррелла захотіла перенести бій в інше місце і на іншу дату. Промоутер Каллума Сміта Едді Гірн відмовився від запропонованих змін, а відтак і від бою. Після цього Світова боксерська рада оголосила, що суперником Діррелла стане Девід Бенавідес (США). Але у серпні 2017 року Ентоні, пославшись на травму, відмовився від бою за звання чемпіона.
23 лютого 2019 року Діррелл вийшов на бій за вакантний титул чемпіона WBC у другій середній вазі проти Авні Їлдирима (Туреччина). Поєдинок завершився технічною перемогою розділеним рішенням американця у десятому раунді після зупинки бою рефері через розсічення у Діррелла, який став дворазовим чемпіоном світу.
28 вересня 2019 року в першому захисті титулу Діррелл зустрівся з непереможним (21-0) Девідом Бенавідесом і втратив титул, програвши технічним нокаутом в дев'ятому раунді.
15 жовтня 2022 року в бою за статус обов'язкового претендента на титул чемпіона світу за версією WBC у другій середній вазі Ентоні Діррелл зустрівся з ексчемпіоном світу Калебом Плантом (США). Діррелл намагався не поступатися супернику, але той перевершив Ентоні і здобув перемогу нокаутом у дев'ятому раунді.